# 3836 Lem
3836 Lem је астероид главног астероидног појаса чија средња удаљеност од Сунца износи 2,237 астрономских јединица (АЈ).
Апсолутна магнитуда астероида је 13,7.